# Éperon (typographie)
Pour les articles homonymes, voir Ergot et Sécante.
L’éperon, ou son équivalent anglais de spur, est un petit trait oblique, à la différence d'un empattement, attaché à une boucle ou à un fût d’un seul côté. On le retrouve alors dans certaines polices reliant la boucle ou la base d'un fût à la ligne de base, par exemple pour « soutenir » à droite ou à gauche un ‹ b › minuscule. C’est aussi le trait vertical qui se trouve à l’extrémité de la boucle du ‹ G ›.
Il n’est pas à confondre avec l’ergot ou sécante, petit trait ressemblant à un empattement.